# Adventures in Paradise
Adventures in Paradise — третий студийный альбом американской певицы Минни Рипертон, выпущенный в 1975 году на лейбле Epic Records.

## Предыстория
После того как интерес к «Lovin’ You» и Perfect Angel начал угасать, Epic начал требовать запись нового диска певицы. Продюсера предыдущего альбома, Стиви Уандера, привлечь к работе не удалось, так как он был занят написанием материала для собственного альбома Songs in the Key of Life (Рипертон можно услышать на бэк-вокале в песне «Ordinary Pain»), отчего певица и её муж продюсер Ричард Рудольф наняли Стюарта Ливайна. Половину песен для альбома написали лично Рудольф и Рипертон, в создании других треков приняли участие джазовый музыкант Джо Сэмпли автор песен Леон Уэйр (автор хита «I Want You» Марвина Гэя). Гитарист Ларри Карлтон был привлечен в качестве аранжировщика. В результате "приключения в раю" приобрели мягкий соул-джазовый оттенок.

## Обложка
На обложке альбома Минни изображена безмятежно сидящей рядом со Львом. Хотя сама фотосессия альбома была спокойной, все вышло из-под контроля на рекламной фотосессии с другим львом. Животное бросилось на Минни без всякого повода. К счастью, укротитель животного был на съёмочной площадке, и лев был быстро усмирен. Примерно в это же время Рипертон обнаружила, что у нее рак. В 1976 году она впервые рассказала на вечернем шоу Фила Уилсона, что страдает раком молочной железы и перенесла мастэктомию.

## Релиз
Альбом был выпущен 22 мая 1975 года, однако не произвёл того же эффекта, как и предыдущий. Он добрался до 18 места в Billboard Top Pop LP’s и до 5 места в Black Albums. В Австралии и Канаде альбом занял 54 и 55 места соответственно.
В поддержку альбома было выпущено три сингла. Первый, «Inside My Love», оказался самым успешным, заняв 76 место в «горячей сотне» и 26 место в Hot Soul Singles. Синглы «Simple Things» и «Adventures in Paradise» отметились на 70 и 76 строчках Hot Soul Singles соответственно.

## Отзывы критиков
| Оценки критиков | Оценки критиков |
| Источник        | Оценка          |
| --------------- | --------------- |
| AllMusic        | [ 2 ]           |
| BBC             | без оценки      |
| Jet             | без оценки      |

Практически все критики сравнивали альбом с предыдущей работой и называли его продолжением, однако не все связывали коммерческий провал Adventures in Paradise с плохим материалом. В своём обзоре для AllMusic Джейсон Энкени отметил, что практически из каждой песни — особенно «Inside My Love» — сочатся игривая чувственностью, желание и влечение, которые удачно оттеняются соблазнительной невинностью в голосе Минни. Дэрил Изли из BBC также похвалила альбом и выделила несколько треков, среди прочих балладу о любви и ее славе «Minnie’s Lament», в которой она отметила знойную атмосферу, прекрасное смешение соула и регги, а также грув заглавного трека, который демонстрирует её вокальную ловкость. В журнале Jet заявили, что альбом «вознесёт вас на седьмое небо».

## Список композиций
| №  | Название                           | Автор(ы)                                  | Длительность |
| -- | ---------------------------------- | ----------------------------------------- | ------------ |
| 1. | «Baby, This Love I Have»           | Минни Рипертон, Леон Уэйр, Ричард Рудольф | 3:44         |
| 2. | «Feelin' That Your Feelin’s Right» | Минни Рипертон, Леон Уэйр, Ричард Рудольф | 4:22         |
| 3. | «When It Comes Down to It»         | Минни Рипертон, Ричард Рудольф            | 3:24         |
| 4. | «Minnie’s Lament»                  | Минни Рипертон, Ричард Рудольф            | 4:10         |
| 5. | «Love and It’s Glory»              | Минни Рипертон, Эд Браун, Ричард Рудольф  | 5:10         |

| №  | Название                          | Автор(ы)                                  | Длительность |
| -- | --------------------------------- | ----------------------------------------- | ------------ |
| 1. | «Adventures in Paradise»          | Минни Рипертон, Джо Сэмпл, Ричард Рудольф | 3:15         |
| 2. | «Inside My Love»                  | Минни Рипертон, Леон Уэйр, Ричард Рудольф | 4:45         |
| 3. | «Alone in Brewster Bay»           | Минни Рипертон, Ричард Рудольф            | 4:25         |
| 4. | «Simple Things»                   | Минни Рипертон, Ричард Рудольф            | 3:44         |
| 5. | «Don’t Let Anyone Bring You Down» | Минни Рипертон, Ричард Рудольф            | 2:55         |

## Чарты
| Чарт (1975)                            | Высшая позиция |
| -------------------------------------- | -------------- |
| Австралия (Kent Music Report)          | 54             |
| Канада (RPM Top Albums/CDs)            | 55             |
| США (Billboard 200)                    | 18             |
| США (Billboard Top R&B/Hip-Hop Albums) | 5              |